# André Trepoll

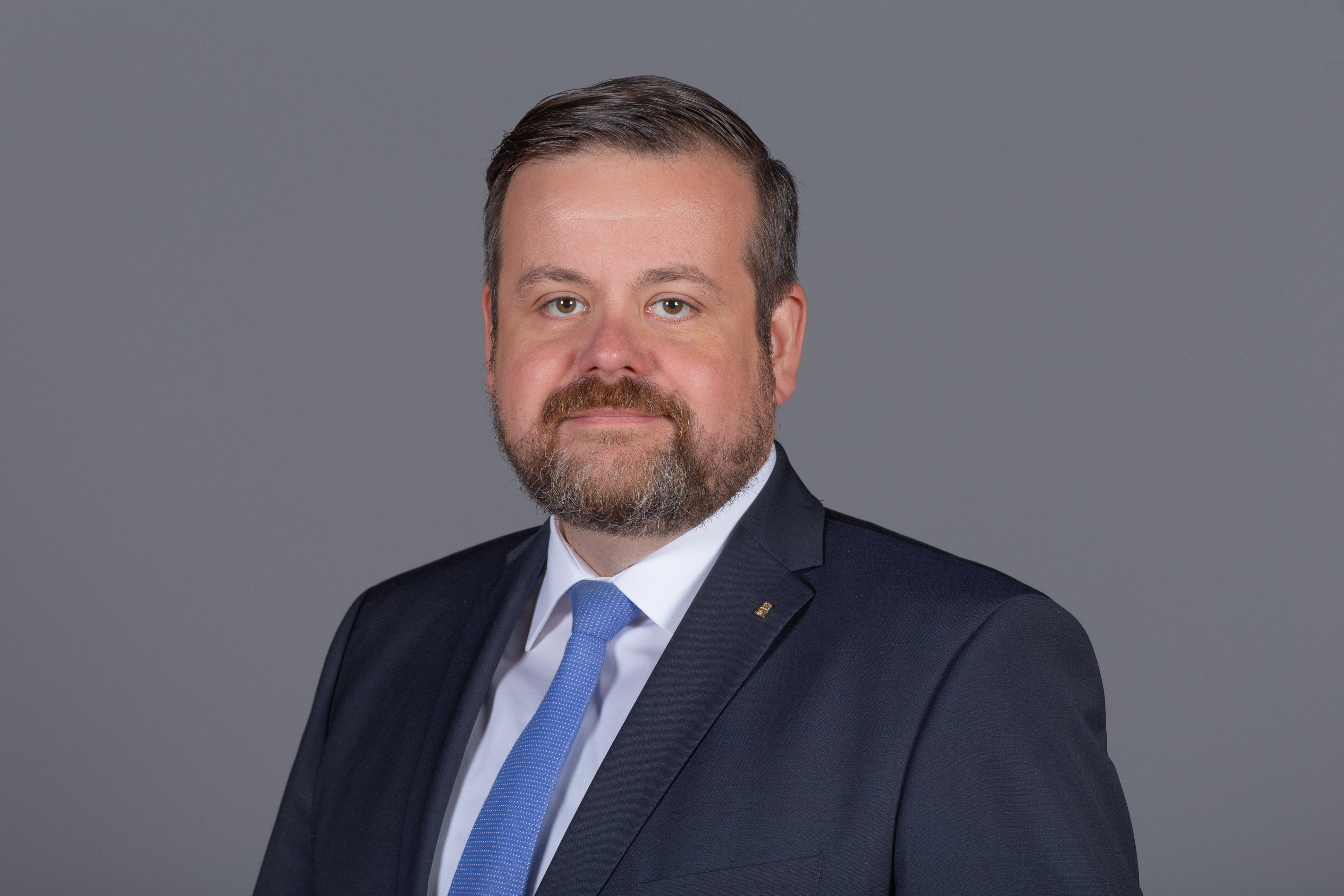
André Trepoll (2018)

André Trepoll (* 28. Juli 1977 in Celle) ist ein Hamburger Politiker der CDU und Vizepräsident der Hamburgischen Bürgerschaft.

## Leben
Seine frühe Kindheit verbrachte Trepoll in Celle. Er ist aufgewachsen in einer „Soldatenfamilie“. Sein Vater war Beamter im mittleren Dienst und seine Mutter kaufmännische Angestellte. 1979 zog die Familie nach Neu Wulmstorf. 1990 folgte der Umzug nach Neugraben-Fischbek. Dort besuchte er zur Grundschulzeit die Katholische Schule Neugraben. Nach seinem Abitur 1997 am Friedrich-Ebert-Gymnasium leistete Trepoll seinen Wehrdienst ab. Es folgten ein Studium der Rechtswissenschaften an der Universität Hamburg sowie das Rechtsreferendariat in Bremen und Niedersachsen. Danach arbeitete er bis kurz nach der Bürgerschaftswahl in Hamburg 2015 als Leiter der Rechtsabteilung der Landesvertretung Hamburg, des Bundesverbands der Deutschen Industrie und des IVH-Industrieverband Hamburg. Seit dem 1. Mai 2020 ist Trepoll Geschäftsführer des Industrieverband Hamburg und gleichzeitig Stellvertreter des Leiters der IVH-Geschäftsstelle.

## Politik

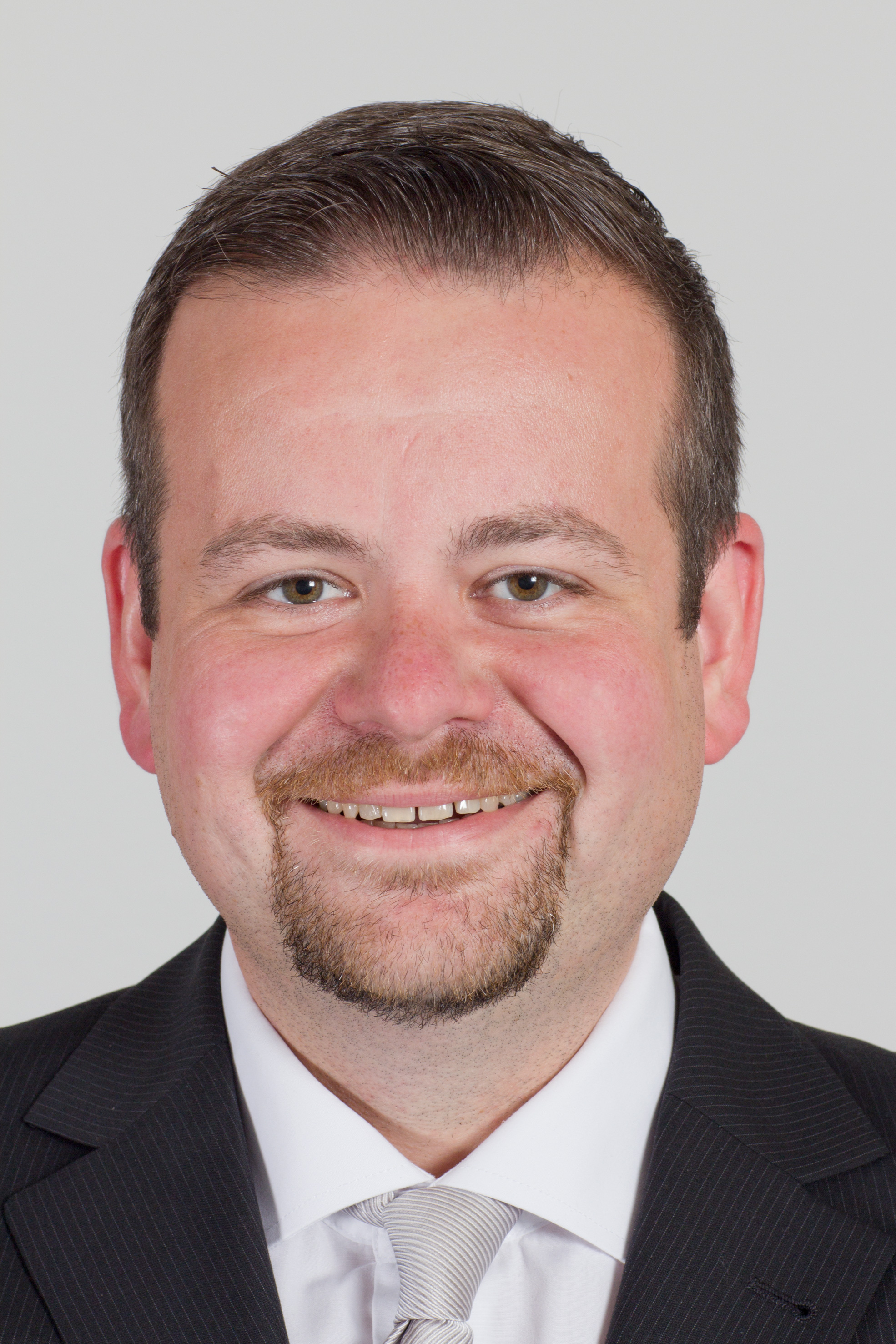
André Trepoll (2011)

André Trepoll war seit 1993 Mitglied der Jungen Union Hamburg und von 2002 bis 2006 deren Landesvorsitzender. Zudem ist er seit 2004 Mitglied im CDU-Kreisvorstand Harburg und im CDU Landesvorstand. Von 1997 bis 2004 war er Mitglied der Ortsausschussfraktion Süderelbe und seit 2004 Vorsitzender des CDU-Ortsverbandes Süderelbe.

### Bürgerschaftsabgeordneter
Seit 17. März 2004 ist Trepoll Mitglied der Hamburgischen Bürgerschaft. Über die Bürgerschaftswahl am 29. Februar 2004 zog er – noch als Student – mit dem CDU-Landeslistenplatz 45 erstmals in das Parlament ein. Er saß für seine Fraktion im Innenausschuss und Rechtsausschuss. Außerdem in den Kontrollgremien – Brief-, Post- und Fernmeldegeheimnis, Verfassungsschutz und Wohnraumüberwachung. Zudem war er Mitglied des Parlamentarischen Untersuchungsausschuss (PUA) Informationsweitergabe. Er war Fachsprecher für Innenpolitik (Schwerpunkt: Öffentlicher Dienst).
Bei der Bürgerschaftswahl 2008 wurde er erneut als Student – diesmal auf Listenplatz 24 – in die Bürgerschaft gewählt.
Als Spitzenkandidat seines Wahlkreises Süderelbe wurde er bei den vorgezogenen Neuwahlen 2011 wiedergewählt; seine Partei musste allerdings in die Opposition gehen.
Im Bürgerschaftswahlkampf 2015 errang Trepoll ein Direktmandat in seinem Wahlkreis Süderelbe und ist somit seit März 2015 erneut Mitglied der 21. Hamburgischen Bürgerschaft. Nach einem Bürgerschaftswahlergebnis von 15,9 Prozent für die CDU wurde Trepoll am 25. Februar 2015 mit 19 Ja-Stimmen und einer Gegenstimme – als Nachfolger von Dietrich Wersich – zum Vorsitzenden der CDU-Fraktion gewählt. 
Er ist Fachsprecher für Verfassungsangelegenheiten. Seit dem 18. März 2020 übernahm den Fraktionsvorsitz Dennis Thering.
Am 23. Februar 2020 gelang Trepoll erneut der Einzug in die Hamburgische Bürgerschaft.

#### Vizepräsident und Mitglied des Präsidiums
Trepoll wurde am 1. April 2020 zum Vizepräsidenten der Bürgerschaft gewählt und ist damit Mitglied des Präsidiums und im Ältestenrat.

#### Ausschussmitgliedschaften
Aktuell (Stand Januar 2018) sitzt Trepoll für seine Fraktion im Ausschuss für die Zusammenarbeit der Länder Hamburg und Schleswig-Holstein, im Ausschuss für Justiz und Datenschutz, Verfassungs- und Bezirksausschuss: Unterausschuss „Stärkung der Hamburgischen Bürgerschaft“, im Eingabenausschuss, im Sonderausschuss: Gewalttätige Ausschreitungen rund um den G20-Gipfel in Hamburg und im Verfassungs- und Bezirksausschuss.

## Weitere Funktionen und Mitgliedschaften
Trepoll ist Vorstandsmitglied der Jürgen-Echternach-Stiftung für Bildung und Demokratie e. V. und u. a. Mitglied der Kommunalpolitischen Vereinigung der CDU und CSU Deutschlands in Hamburg.

## Privates
André Trepoll ist seit 2012 verheiratet. Seine Frau ist Lehrerin an einem Hamburger Gymnasium. Sie sind Eltern einer Tochter und eines Sohnes.